# Euploea olivacea
Euploea olivacea är en fjärilsart som beskrevs av Moore 1883. Euploea olivacea ingår i släktet Euploea och familjen praktfjärilar. Inga underarter finns listade i Catalogue of Life.